# Яковлев, Андрей Алексеевич
Андрей Алексеевич Я́ковлев (10 ноября 1934, Москва — 13 июня 2012, Санкт-Петербург) — российский советский живописец и график, Народный художник РФ (2006), член Санкт-Петербургского Союза художников (до 1992 года — Ленинградской организации Союза художников РСФСР). Член-корреспондент РАХ (2007).

## Биография
Андрей Алексеевич Яковлев родился 10 ноября 1934 года в Москве. Учился в средней художественной школе имени В. И. Сурикова (1946 - 1953). В 1953—1956 годах продолжил образование на факультете живописи МГАХИ имени В. И. Сурикова. В 1956 году перешёл в ЛИЖСА имени И. Е. Репина, который окончил в 1960 году по мастерской Е. Е. Моисеенко с присвоением квалификации художника живописи. Дипломная работа — жанровое полотно «Метростроевцы».
В 1960—1961 годах после окончания института работал на острове Шпицберген, написав серию картин и книгу «В семи сантиметрах от полюса». Также автор книги «Какомей». В 1961 году работы серии «Шпицберген» были показаны на первой персональной выставке в Мурманске. В 1962 году принят в члены Ленинградского отделения Союза художников РСФСР.
В 1960—1970-е годы много путешествовал по Русскому Северу, посетил Кольский полуостров, Таймыр, Чукотку. За цикл работ, посвящённых Северу, был удостоен серебряной медали ВДНХ СССР «За заслуги в развитии народного хозяйства», медали «За строительство БАМ» и Государственной премии РСФСР имени И. Репина (1979 год, за картину «Счастливая»). Автор картин «Зверобои» (1962), «Рачктина», «Ждущая», «Ярангу строят» (все 1963), «Чукотская весна», «Первенец», «Возвращение охотников», «Моржовые шкуры» (все 1964), «Семья», «Вечер» (1965), «Нганасанка» (1966), «Счастливая» (1969), «Счастье» (1975), «Осень на Оредеже» (1976), «День начинается» (1977), «Михаил Павлов, бригадир лесорубов» (1980), «Оредежские щучки» (1987), «Долг памяти» (1988) и других.
На рубеже 80-х и 90-х годов работы Андрея Яковлева в составе экспозиций произведений ленинградских художников были представлены европейским зрителям на целом ряде зарубежных выставок.
В 2004 году в Государственном Русском музее состоялась персональная выставка художника, приуроченная к его 70-летнему юбилею.
Произведения А. А. Яковлева находятся в Государственном Русском музее, в музеях и частных собраниях в России, Италии, Великобритании, Японии, Норвегии, Франции и других странах.

## Выставки с участием А. А. Яковлева
- 1964 год (Ленинград): Ленинград. Зональная выставка произведений ленинградских художников 1964 года.
- 1972 год (Ленинград): Наш современник. Вторая выставка произведений ленинградских художников 1972 года.
- 1975 год (Ленинград): Наш современник. Зональная выставка произведений ленинградских художников 1975 года.
- 1976 год (Москва): Изобразительное искусство Ленинграда. Ретроспективная выставка произведений ленинградских художников 1976 года.
- 1978 год (Ленинград): Осенняя выставка произведений ленинградских художников 1978 года.
- 1980 год (Ленинград): Зональная выставка произведений ленинградских художников 1980 года.
- 1988 год (Ленинград): Выставка произведений живописи художников Российской Федерации "Интерьер и натюрморт".
- Февраль 1991 года (Париж): Выставка «Русские художники».
- Апрель 1991 года (Париж): Выставка «Русские художники».
- Декабрь 1991 года (Париж): Выставка «Русские шедевры».
- Январь 1992 года (Париж): Выставка «Санкт-Петербургская школа».
- 1997 год (Санкт-Петербург): Выставка «Связь времён. 1932—1997. Художники — члены Санкт-Петербургского Союза художников России. К 65-летию Санкт-Петербургского Союза художников» в ЦВЗ «Манеж».